# 胎記 (小說)

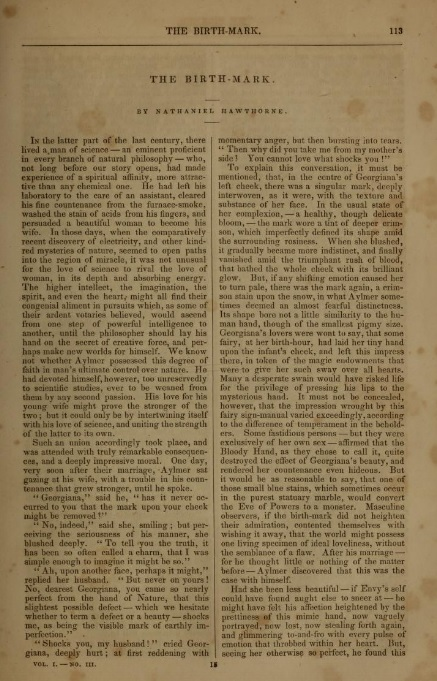
“胎记”，The Pioneer，1843 年 3 月

《胎記》是美国作家纳撒尼尔·霍桑的短篇小说，探讨对人类完美的痴迷。胎記首次发表于《The Pioneer》1843 年 3 月號 ，后来收錄於 1846 年出版的霍桑短篇小说集《Mosses from an Old Manse》中。

## 剧情概要
艾尔默是一位才华横溢、公认的科学家和哲学家，他将注意力从事业上转移到了与美丽的乔治亚娜结婚的实验中（她身体完美，除了脸颊上有一个手形的小红色胎记）。
随着故事的进展，艾尔默变得不自然地痴迷于乔治亚娜脸颊上的胎记。一天晚上，他梦见从妻子的脸颊上切下胎记（像刮苹果皮一样去除），然后意识到胎记更深，一直延伸到她的心脏。他不记得这个梦，直到乔治亚娜问起他的梦话是什么意思。当艾尔默回忆起他梦中的细节时，乔治亚娜宣称，她宁愿冒着生命危险去除脸颊上的胎记，也不愿继续忍受艾尔默看到她时的恐惧和痛苦。
第二天，艾尔默深思熟虑，然后决定带乔治亚娜去他开设实验室的公寓。他瞥了乔治亚娜一眼，想要安慰她，但看到她的不完美，不禁剧烈地颤抖起来；艾尔默的反应让她晕倒。当她醒来时，他热情地对待她，并用他的一些科学混合物安慰她，但当他试图给她拍照时，图像变得模糊，除了她的胎记透露出他对它的厌恶。
他进行了更多实验并向她描述了一些成功之处，但当他质疑她的感受时，乔治亚娜开始怀疑艾尔默一直在她不知情和同意的情况下对她进行实验。一天，她跟着他走进他的实验室，在那里看到她时，艾尔默指责她不信任他，并说在房间里留下她的胎记会挫败他的努力。她表示完全信任他，但要求他将自己的实验告诉她。他同意并透露他目前的实验是他最后一次去除胎记的尝试，乔治亚娜发誓要服用魔药，不管它对她构成任何危险。
不久之后，艾尔默给她带来了药水，他通过滴几滴使患病植物恢复活力来证明这种药水是有效的。乔治亚娜抗议她不需要证据来信任她的丈夫，她喝了这种混合物，很快就睡着了。艾尔默看着胎记一点一点地消退，并欣喜若狂。一旦它几乎消失，乔治亚娜醒来看到镜子里的她的形象，胎记几乎完全褪色。她微笑着告诉艾尔默她快死了。一旦胎记完全消失，乔治亚娜就会死去。

## 出版历史
“胎記”首次发表在波士顿杂志《The Pioneer》1843 年 3 月號上，同月發表於紐约《The Pathfinder》上，並於 1846 年收入於短篇小說集《Mosses from an Old Manse》中。 

## 分析
如同霍桑在 The Old Manse 生活期间写的许多故事一样，“胎记”讨论了性关系中的心理影响。直到结婚后，胎记才成为艾尔默的问题，他突然将其视为性行为：“一下模糊地出現，一下消失，一下又偷偷摸摸的出現，随着情绪的每次波動影現”。這篇故事著於霍桑与索菲亚·霍桑(Sophia Peabody) 结婚后不久，强调只在乎美容的丈夫在性方面的罪恶感。 
艾尔默对完美的追求既是悲剧又是寓言。艾尔默的痴迷和追求具有讽刺意味的是，他是一个“有著辉煌成功的事蹟但总是失败”的人。他没有执着于纠正他的失败，而且很快就把它们忘记了。同样地，他并没有沉迷于乔治亚娜的美貌，而且很快就喪失了。一个屡次失败的人试图使别人完美，既具有讽刺意味又具有寓意。这种类型的故事類似聖經中耶稣的“登山宝训”。马太福音 7:3 引用基督的话：“为什么看见你弟兄眼中有刺，却不想自己眼中有梁木呢？”艾尔默不屈不挠地想要消除乔治亚娜身上的一个“缺陷”，可见他的良心已喪失。在艾尔默試圖切掉胎记的梦中已預言乔治亚娜的死，他发现胎记与她的心脏相连。为了去除胎记，他选择同时切掉她的心脏。
其他批评家，如斯蒂芬尤拉，认为，对艾尔默来说，胎记代表了人类内部的缺陷——包括“原罪”，“女人把男人投入其中”——因此，选择它作为他妻子“对罪、悲伤、腐朽和死亡的责任”。 其他人建议将这个故事视为“一个失败的故事，而不是它真正的成功故事——展示如何谋杀你的妻子并逃脱惩罚”。 
霍桑可能一直在批评他所处的改革时代，并特别称改革尝试无效，改革者是危险的。  这个故事经常被比作爱伦·坡的“橢圓畫像”。 

### 性格分析
艾尔默是乔治亚娜的科学家和丈夫。罗伯特·B·海尔曼 (Robert B. Heilman) 表示，艾尔默将科学视为自己的信仰，而艾尔默对“地球所能提供的最好的事物”的看法“不足”。 海尔曼进一步说，“艾尔默犯的错误”是故事的“关键问题”，因为他拥有“神聖的科学”。
乔治亚娜是艾尔默的妻子，正如莎拉·伯德·赖特 (Sarah Bird Wright) 所说，她是故事中“注定失败的女主角”。 乔治亚娜同意让艾尔默在她身上做实验，试图去除她的胎记——结果证明这是一个致命的决定。赖特引用了米利森特·贝尔对乔治亚娜最后一句话的看法，说它们“表明霍桑与浪漫主义的斗争......他渴望描绘被发现的生活”。 
艾尔默的实验室助理阿米纳达布被描述为身材矮小、身材魁梧、外表蓬松；艾尔默称他为“人类机器”和“粘土人”。赖特提到了南希邦吉的观察，“因为阿米纳达布拥有巨大的体力和'朴实'，他承担了执行不愉快的任务，以試驗艾尔默“偉大夢想”。  Judith Fetterley 认为“艾尔默象征着与 Aylmer 分离的尘世的、肉体的、色情的自我”。 评论家埃文·朗·潘迪亚 (Evan Lang Pandya) 争辩说，艾尔默的性格模仿希腊神赫菲斯托斯 ，代表了清教徒新英格蘭文化中的异教元素。 

## 延伸創作
这个故事於 1980 至 1982 年間被 Jean Eichelbarger Ivey 改编成单幕歌剧。